# Emanuel Piore
Emanuel Ruben Piore (* 19. Juli 1908 in Vilnius; † 9. Mai 2000 in New York City) war ein belarussisch-US-amerikanischer Physiker und Forschungsmanager.
1917 zog er mit seiner Familie in die USA und wurde 1924 US-Staatsbürger. Er studierte Physik an der University of Wisconsin–Madison (Bachelor-Abschluss 1930, Promotion 1935) und arbeitete bei der RCA im Elektronik Forschungslabor bis 1942, im Zweiten Weltkrieg bei der US Navy, bei der er 1947/48 erster ziviler Leiter des Office of Naval Research wurde, und war 1948/49 Leiter des Labors für Elektronik des Massachusetts Institute of Technology. Ab 1949 war er wieder beim Office of Naval Research als stellvertretender Leiter für Naturwissenschaftler und leitender Wissenschaftler. 1955/56 war er Vizepräsident und Forschungsleiter bei Avco Manufacturing Corporation. 1956 wurde er der erste Forschungsdirektor bei IBM. 1957 wurde er in die American Academy of Arts and Sciences gewählt, 1963 in die National Academy of Sciences und 1967 in die American Philosophical Society. Er wurde 1963 Vizepräsident und Group Executive und 1965 leitender Wissenschaftler bei IBM und war 1962 bis 1973 im Verwaltungsrat (Board of Directors).
Unter seiner Leitung wurde das Thomas J. Watson Research Center in Yorktown Heights in New York gebaut und er initiierte das IBM Fellow Programm.
1967 erhielt er die IRI Medal. Der IEEE Emanuel R. Piore Award ist nach ihm benannt.
1959 bis 1962 war er im Science Advisory Committee des US-Präsidenten. Seit 1973 trägt der Piore Ridge in der Antarktis seinen Namen.